# Трубарево
Трубарево је насеље у Србији у општини Ћићевац у Расинском округу. Према попису из 2022. има 72 становника (према попису из 2011. било је 108 становника).
Налази се на левој обали Јужне Мораве, 19 километара од града Сталаћа и протеже дуж пруге Београд-Ниш. Налази се на надморској висини од 148 метара, а становништво се углавном бави пољопривредом. У близини села се налазе рушевине средњовековног утврђења (Тврђава Трубарево), које је вероватно припадало систему одбране сталаћке тврђаве.
Овде се налази Железничка станица Старо Трубарево.

## Демографија
У насељу Трубарево живи 142 пунолетна становника, а просечна старост становништва износи 56,2 година (52,6 код мушкараца и 59,8 код жена). У насељу има 63 домаћинства, а просечан број чланова по домаћинству је 2,41.
Ово насеље је у потпуности насељено Србима (према попису из 2002. године), а у последња три пописа, примећен је пад у броју становника.
|  |

| Демографија | Демографија | Демографија |
| Година      | Становника  | Становника  |
| ----------- | ----------- | ----------- |
| 1948.       | 535         |             |
| 1953.       | 522         |             |
| 1961.       | 478         |             |
| 1971.       | 324         |             |
| 1981.       | 260         |             |
| 1991.       | 210         | 210         |
| 2002.       | 152         | 152         |
| 2011.       | 108         |             |
| 2022.       | 72          |             |

| Етнички састав према попису из 2002.‍ | Етнички састав према попису из 2002.‍ | Етнички састав према попису из 2002.‍ | Етнички састав према попису из 2002.‍ | Етнички састав према попису из 2002.‍ |
| ------------------------------------ | ------------------------------------ | ------------------------------------ | ------------------------------------ | ------------------------------------ |
|                                      |                                      |                                      |                                      |                                      |
| Срби                                 | Срби                                 |                                      | 152                                  | 100,0%                               |
| непознато                            | непознато                            |                                      | 0                                    | 0,0%                                 |

| Година пописа     | 1948. | 1953. | 1961. | 1971. | 1981. | 1991. | 2002. |
| ----------------- | ----- | ----- | ----- | ----- | ----- | ----- | ----- |
| Број домаћинстава | 101   | 107   | 111   | 102   | 86    | 76    | 63    |

| Број чланова      | 1  | 2  | 3  | 4 | 5 | 6 | 7 | 8 | 9 | 10 и више | Просек |
| ----------------- | -- | -- | -- | - | - | - | - | - | - | --------- | ------ |
| Број домаћинстава | 19 | 22 | 12 | 3 | 3 | 2 | 2 | 0 | 0 | 0         | 2,41   |

| Пол    | Укупно | Неожењен/Неудата | Ожењен/Удата | Удовац/Удовица | Разведен/Разведена | Непознато |
| ------ | ------ | ---------------- | ------------ | -------------- | ------------------ | --------- |
| Мушки  | 72     | 13               | 47           | 11             | 1                  | 0         |
| Женски | 70     | 1                | 48           | 20             | 1                  | 0         |
| УКУПНО | 142    | 14               | 95           | 31             | 2                  | 0         |

| Пол    | Укупно                    | Пољопривреда, лов и шумарство | Рибарство                            | Вађење руде и камена | Прерађивачка индустрија       |
| ------ | ------------------------- | ----------------------------- | ------------------------------------ | -------------------- | ----------------------------- |
| Мушки  | 22                        | 5                             | 0                                    | 0                    | 2                             |
| Женски | 6                         | 4                             | 0                                    | 0                    | 0                             |
| УКУПНО | 28                        | 9                             | 0                                    | 0                    | 2                             |
| Пол    | Производња и снабдевање   | Грађевинарство                | Трговина                             | Хотели и ресторани   | Саобраћај, складиштење и везе |
| Мушки  | 1                         | 2                             | 0                                    | 2                    | 6                             |
| Женски | 0                         | 0                             | 0                                    | 0                    | 0                             |
| УКУПНО | 1                         | 2                             | 0                                    | 2                    | 6                             |
| Пол    | Финансијско посредовање   | Некретнине                    | Државна управа и одбрана             | Образовање           | Здравствени и социјални рад   |
| Мушки  | 1                         | 0                             | 0                                    | 0                    | 0                             |
| Женски | 1                         | 0                             | 0                                    | 1                    | 0                             |
| УКУПНО | 2                         | 0                             | 0                                    | 1                    | 0                             |
| Пол    | Остале услужне активности | Приватна домаћинства          | Екстериторијалне организације и тела | Непознато            | Непознато                     |
| Мушки  | 0                         | 0                             | 0                                    | 3                    | 3                             |
| Женски | 0                         | 0                             | 0                                    | 0                    | 0                             |
| УКУПНО | 0                         | 0                             | 0                                    | 3                    | 3                             |